# رامون ماريا ديل بايي إنكلان
رامون ماريا ديل بايي إنكلان (بالإسبانية: Ramón María del Valle-Inclán) شاعر وروائي وكاتب مسرحي إسباني ولد في فيانويفا دي أروسا في 28 أكتوبر 1866. يعد من أهم وأبرز كتاب الأدب الإسباني في القرن العشرين. ينتمي إلى تيار الحداثة الأدبي في إسبانيا. كما ظهر أيضاً في أواخر أعماله تأثره بحركة جيل 98.
رامون ديل بايي إنكلان هو الاسم الذي ظهر به في غالبية أعماله في فترة الحداثة وما بعدها. أما اسمه رامون خوسيه سيمون بايى بينينا فكان يستخدمه فقط في الوثائق الرسمية مثل شهادة الميلاد وعقد قران. كما ظهر أيضاً في بداية حياته على عمل قهوة بالقطرات قد قام بكتابته أثناء دراسته في جامعة سانتياغو دي كومبوستيلا. فجاته فكرة استخدام اسم فني اقتداء بروبين داريو الذي كان روبين جارثيا سارمينتو هو اسمه الحقيقي. وتعد مسرحيته أضواء بوهيمية عام 1920 من أبرز أعماله المسرحية والعجلة الإيبيرية عام 1927 وتيرانو بانديراس عام 1927 من أشهر أعماله الروائية. وتوفي في سانتياجو دى كومبوستيلا في 5 يناير 1936.

## حياته

### نشأته
قد نشأ بايي إنكلان في بيت قديم يسمى «الكانتيو» يقع في شارع «سان ماورو» في منطقة «فيا نويبا أروس» الذي يعرف بحي الفلاحين والصيادين. هو الأبن الثاني للبحار والكاتب رامون ديل بايى برمودث و دولوريس دي لا بينينا الذين كانا ينحدران من نسب نبيل ويمتلكون منازل فخمة، ولكن قد سأت أحوالهم. تم تعميد الطفل رامون بعد 3 أيام من ولادتة في كنيسة سان ثيبران دي كالاجو. تم تعميدة باسم رامون خوسيه سيمون وألقابة بايى و بينينا.

## روابط خارجية
- رامون ماريا ديل بايي إنكلان على موقع IMDb (الإنجليزية)
- رامون ماريا ديل بايي إنكلان على موقع الموسوعة البريطانية (الإنجليزية)
- رامون ماريا ديل بايي إنكلان على موقع ديسكوغز (الإنجليزية)
- رامون ماريا ديل بايي إنكلان على موقع قاعدة بيانات الفيلم (الإنجليزية)